# バービー イルカのマジック
『バービー イルカのマジック』（Netflixでは「バービー: ドルフィン・マジック」、原題：Barbie: Dolphin Magic）は、カナダのCGアニメーション・スタジオであるレインメーカー・スタジオで制作されたバービーシリーズのコンピュータアニメーション長編ファンタジー映画作品。2017年9月17日にアメリカ合衆国のYTVより放送されている。
日本ではカートゥーン ネットワークで2018年4月28日に放送された。

## 声の出演
| 役名       | 俳優                     | 日本語吹替 |
| ---------- | ------------------------ | ---------- |
| バービー   | エリカ・リンドベック     | 柚木涼香   |
| アイラ     | シャノン・チャン＝ケント | 木本久留美 |
| ケン       | エイドリアン・ペトリ     | 森田則昭   |
| チェルシー | シアナ・スウェイルズ     | 清華       |
| ステイシー | クレア・コーレット       | 本谷史織   |
| スキッパー | カズミ・エバンズ         | 小森千寛   |
| マーロ     | マリカ・ヘンドリクス     | 葉山ひろみ |
| ヒューゴ   | ポール・ドブソン         | 大塚智則   |